# In the Name Of
In the Name Of là một hãng thu âm được lập ra bởi ca sĩ người Anh Lily Allen.

## Tổng quan
Lily Allen đã bắt tay vào việc thành lập một hãng thu âm từ năm 2009, thời điểm mà cô thông báo là sẽ tạm rút khỏi âm nhạc và công việc thu âm của mình. Cô nói cô muốn thành lập một hãng thu âm riêng bởi cô đã chán chường ngành công nghiệp âm nhạc. "Hiện tại tôi đang lập một hãng thu âm, và tham gia vào nhiều công việc khác nhau. Nền công nghiệp âm nhạc cần thay đổi và chúng ta cần phải suy nghĩ lại về nhiều điều."
Tháng 1 năm 2011, người đại diện của Allen xác nhận cô đang mở hãng thu âm có tên In the Name Of. Nghệ sĩ đầu tiên ký hợp đồng với hãng là một ban nhạc noise pop đến từ New York, Cults. Sony hỗ trợ cho công ty và họ đã cho Allen 100.000£ để thuê nhân công và mở một văn phòng, theo tạp chí The Sun.

## Nghệ sĩ trước đây
- Cults
- Tom Odell